# كين ساندرز
كين ساندرز (بالإنجليزية: Ken Sanders)‏ هو لاعب كرة قدم أمريكية أمريكي، ولد في 22 أغسطس 1950 في فالي ميلز في الولايات المتحدة.

## وصلات خارجية
- كين ساندرز على موقع مرجع كرة القدم المحترفة.كوم (الإنجليزية)